# Scherma ai Giochi della II Olimpiade - Sciabola individuale maschile
La gara di sciabola individuale maschile di scherma dei Giochi della II Olimpiade si tenne dal 19 al 25 giugno 1900 a Parigi.

## Risultati

### Primo turno
Il primo turno si tenne il 19 e 20 giugno. I primi quattro sciabolisti di ogni pool avanzarono alle semifinali. La disposizione delle pool è sconosciuta.
| Nazione  | Atleta                   |
| -------- | ------------------------ |
| Francia  | Maurice Boisdon          |
| Francia  | Claude de Boissière      |
| Francia  | Dutertre                 |
| Francia  | Georges de la Falaise    |
| Italia   | Giunio Fedreghini        |
| Austria  | Siegfried Flesch         |
| Spagna   | Mauricio Ponce de Léon   |
| Austria  | Harstein                 |
| Ungheria | Hugó Hoch                |
| Francia  | Pierre d'Hugues          |
| Ungheria | Gyula von Iványi         |
| Francia  | Léon Lécuyer             |
| Austria  | Camillo Müller           |
| Ungheria | Amon von Gregurich       |
| Austria  | Heinrich von Tenner      |
| Francia  | Léon Thiébaut            |
| Italia   | Stagliano                |
| Ungheria | Todoresku                |
| Svizzera | de Boffa                 |
| Francia  | Émile Lafourcade-Cortina |
| Germania | Alfons Schöne            |
| Francia  | Casimir Semelaignes      |
| Francia  | Fernand Semelaignes      |

### Semifinali
I 16 schermidori si sfidarono in due differenti pool con sistema round-robin. I primi quattro di ogni pool si qualificarono per la finale. Le gare si tennero il 22 giugno.
Semifinale A
| Pos. | Nazione  | Atleta                |
| ---- | -------- | --------------------- |
| 1    | Ungheria | Gyula von Iványi      |
| 2    | Austria  | Camillo Müller        |
| 3    | Austria  | Siegfried Flesch      |
| 4    | Francia  | Georges de la Falaise |
| 5-8  | Francia  | Maurice Boisdon       |
| 5-8  | Austria  | Harstein              |
| 5-8  | Francia  | Pierre d'Hugues       |
| 5-8  | Italia   | Giunio Fedreghini     |

Semifinale B
| Pos. | Nazione  | Atleta                 |
| ---- | -------- | ---------------------- |
| 1    | Ungheria | Amon von Gregurich     |
| 2    | Austria  | Heinrich von Tenner    |
| 3    | Francia  | Claude de Boissière    |
| 4    | Francia  | Léon Thiébaut          |
| 5-8  | Ungheria | Hugó Hoch              |
| 5-8  | Spagna   | Mauricio Ponce de Léon |
| 5-8  | Italia   | Stagliano              |
| 5-8  | Ungheria | Todoresku              |

### Finale
| Pos. | Nazione  | Atleta                | V | P |
| ---- | -------- | --------------------- | - | - |
|      | Francia  | Georges de la Falaise | 6 | 1 |
|      | Francia  | Léon Thiébaut         | 5 | 2 |
|      | Austria  | Siegfried Flesch      | 4 | 3 |
| 4    | Ungheria | Amon von Gregurich    | 4 | 3 |
| 5    | Ungheria | Gyula von Iványi      | 3 | 4 |
| 6    | Francia  | Claude de Boissière   | 3 | 4 |
| 7    | Austria  | Heinrich von Tenner   | 2 | 5 |
| 8    | Austria  | Camillo Müller        | 1 | 6 |